# Король французов

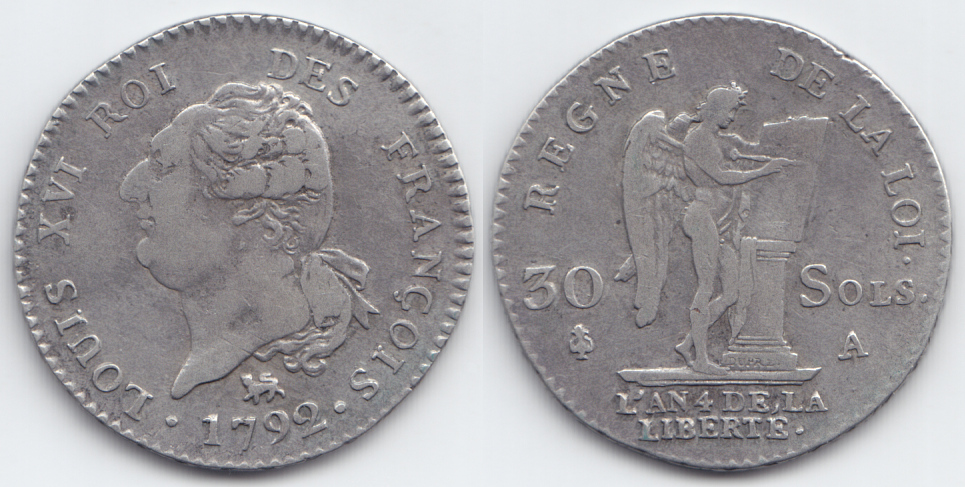
Монета 30 су 1792 года с пометкой Louis XVI roi des François на аверсе

Король французов (фр. Roi des Français) — титул монарха во времена конституционной монархии и июльской монархии. Этим титулом пользовались лишь два короля.

## История
Впервые титул был использован в 1792 году. Создан и закреплён в Конституции, дабы подчеркнуть, что Людовик XVI служит народу, а не народ королю. После восстания 10 августа титул был упразднён. Возрождён был только в 1830 году после свержения Карла X. Луи-Филипп, использовав его, решил подчеркнуть, что правит с согласия народа. После революции 1848 года окончательно ушёл из употребления.